# عبد العظيم المطعني
عبد العظيم إبراهيم محمد المطعني (15 مايو 1931 - 29 يوليو 2008) هو كاتب وداعية إسلامي مصري.

## حياته ونشأته
من مواليد 15 مايو 1931م بقرية المنصورية بمركز كوم أمبو بمحافظة أسوان، الشيخ الدكتور عبد العظيم بن إبراهيم بن محمد المطعني ولد في مطلع الثلاثينيات من القرن العشرين الميلادي في قرية المنصورية مركز كوم أمبو محافظة أسوان. نشأ مع إخوته يفلحون الأرض مع أبيهم في بداية حياته حتى شبَّ عن الطوق وتعلم بالكتّاب مبادئ القراءة والكتابة فلما فتح التعليم النظامي في أواخر العهد الملكي، التحق بالمدرسة التي أنشئت في قريته فقضى فيها سنتين كان خلالهما كثير الاطلاع والقراءة من مكتب أخيه «أحمد» حيث كان مهتما بالثقافة الإسلامية، فكانت لدية بعض كتب في الفقه والتفسير ومجلات أسبوعية. انكبّ د. عبد العظيم المطعني على قراءتها فأحب المعارف الإسلامية من خلالها وفي تلك الأثناء كان التأثر بوعاظ الأزهر الذين يفدون للقرية فاهتموا به وأحبوه كثيرا وأشار عليه أحدهم وهو «الشيخ نعمان رجب شطة» بأن يلتحق بمعاهد الأزهر الابتدائية ليروي غليله من فيضه الدفاق. أحضر الشيخ نعمان استمارة التحاق بالسنة الأولى بمعهد القاهرة الابتدائي عام 1951م ليملأها عبد العظيم المطعني ويبعث به إلى المعهد، لم يوفق لدخول المعهد فدخله في العام التالي، وفي العام التالي أدى عبد العظيم المطعني اعتماد القبول في معهد القاهرة الأزهري النظامي بتفوق وانطلق في سبل العلم غير مكترث بما يكتنفها من عقبات، ذو شغف بالتعلم قل نظيره، وحصل على شهادة إتمام الدراسة الابتدائية وكان في كل عام ينجح بتفوق ملحوظ ثم التحق بمعهد القاهرة الثانوي وكانت مدة الدراسة فيه خمس سنوات متواصلة وتخرج منه في بداية الستينيات.
في عام 1962م التحق بكلية اللغة العربية في جامعة الأزهر الشعبة العامة وتخرج فيه عام 1966 بتقدير جيد في اللغة العربية وآدابها، والتحق بالدراسات العليا في الكلية قسم البلاغة والنقد قدم فيها بحثا للحصول على درجة التخصص الماجستير وكانت بعنوان «سحر البيان في مجازات القرآن» وحصل على الماجستير بتقدير ممتاز ثم التحق بقسم العالمية والذي يمثل درجة الدكتوراه وكان موضوع أطروحته للعالمية: «خصائص التعبير في القرآن الكريم.. سماته البلاغية» وقد نجح فيه بتقدير ممتاز مع مرتبة الشرف الأولى في العام نفسه.. وقد طبعت رسالته بعنوان «خصائص التعبير القرآني وسماته البلاغية» في مكتبة وهبة بالقاهرة.
في عام 1974 عين مدرسا في كلية اللغة العربية بالأزهر. في عام 1981 حصل على درجة أستاذ مساعد وفي عام 1981 حصل د. عبد العظيم المطعني على درجة الأستاذية في البلاغة والنقد.

## مسيرته
- المشاركة في الندوات والمؤتمرات حول القضايا الإسلامية.
- الاشتباك مع أعداء الفكر الإسلامي من العلمانيين وغيرهم.
- مواجهة شبهات المشككين سواء من العرب أو من المستشرقين، وقد أثخنت كتاباته هؤلاء الطاعنين.
- الفتاوى
- التدريس الجامعي والاشراف العلمي
- التأليف المتخصص في البلاغة

## مؤلفاته
جمهرة ما كتبه الشيخ المطعني تنشره «مكتبة وهبه» في شارع الجمهورية رقم 4 بعابدين القاهرة، وهي مؤلفات كثيرة متنوعة، وهو المشرف على سلسلة «لا بد من دين الله لدنيا الناس»، وهي سلسلة من البحوث شارك فيها الشيخ المطعني بكثير من البحوث، وله أيضاً:
- الجامع في دفع الشبهات المثارة حول السنة النبوية.
- الإسلام في مواجهة الأيديولوجيات المعاصرة.
- كتبه عن بلاغة القرآن والمجاز في القرآن.
- المجاز في اللغة والقرآن الكريم، كتاب ضخم يتجاوز 1000 صفحة.

قدم دفاعاتٍ عن الثقافة العربية الأصيلة، من خلال كتاباته المتنوعة في صحف مصرية وعربية عديدة، منها: (الأهرام) و (المساء) و (النور) و (الدعوة) و (آفاق عربية) و (اللواء الإسلامي) و (عقيدتي).

## الوفاة
توفي يوم الأربعاء 27 رجب الموافق 29 يوليو 2008م، وتم تشييع الجنازة في اليوم التالي عقب صلاة ظهر يوم 30 يوليو من مسجد النور بالعباسية بالقاهرة.